# Amália Krenner (Malerin, 1898)
Amália Krenner ungarisch auch Amália Gánóczyné T. Krenner oder Musi Gánóczyné T. Krenner und Musi Gánóczyné Tardos Krenner sowie Sándorné Gánóczy und Namensvarianten (geboren am 22. Juli 1898 in Budapest; gestorben 15. Juli 1974 ebenda) war eine ungarische Malerin, Zeichnerin und Grafikerin. Sie wurde vor allem bekannt durch ihre Porträts in Miniaturmalerei, die sie teils auf Elfenbein aufbrachte. Zudem bildete sie den teils grotesken Alltag in der ungarischen Hauptstadt der 1920er bis 1960er Jahre ab.

## Leben
Amália Krenner war Spross einer alten Dynastie von Kulturschaffenden. Sie war die Ende des 19. Jahrhunderts geborene Tochter des Malers Viktor Tardos Krenner (Vilmos Tardos Krenner) und der Malerin Amália Bock.
Mitten im Ersten Weltkrieg begann sie 1915 ihr Studium der Malerei an der Ungarischen Akademie der Bildenden Künste. Bis 1920 war sie dort Schülerin von István Bosznay, István Reti und Oszkár Glatz. Doch weniger ihre Lehrer, als vielmehr zeitgenössische Künstler wie Józsa Járitz, Anna Czillich, Vilma Kiss und Erzsébet Korb beeinflussten das Werk Krenners.
Krenner wurde Mitglied der im Todesjahr des Malers Pál Szinyei Merse 1920 nach ihm benannten Szinyei-Merse-Gesellschaft.
In den 1920er Jahren lernte sie auch ihren späteren Ehemann kennen, den ebenfalls als Maler tätigen Sándor Gánóczy (ungarisch Gánóczy Sándor; 1900–1977), den sie am 30. März 1926 in Budapest heiratete. Es heißt, „jeder Tag ihrer Ehe war mit Kunst verwoben.“ 1927 wurde ihre Tochter, die spätere Malerin Mária Gánóczy geboren.
Krenner besaß „eine ausgezeichnete Charakterisierungsfähigkeit“ mit typischen Figuren ihrer Zeit. Sie arbeitete vornehmlich in Öl auf Leinwand, Tempera auf Papier, aquarellierte auf Elfenbein, nutzte Pittkreide und Tusche und schuf ungezählte Radierungen. „Charakteristisch für ihre realistischen Porträts und ihre Landschaften ist die klare Komposition und die lockere malerische Darstellung“. In den 1930er Jahren hatte sie insbesondere Erfolg mit ihren Porträt-Miniaturen auf Elfenbein.
Anfang der 1940er Jahre malte Krenner ihr Hauptwerk, die Mehrfiguren-Komposition „Teleki tér“ (Teleki-Platz). Ebenfalls in den 1940ern wurden Arbeiten Krenners in Gruppenausstellungen in der Budapester Kunsthalle Műcsarnok gezeigt.
Nach dem Zweiten Weltkrieg trat Krenner der Kreativen Gemeinschaft von Radierungskünstlern bei.
1957 arbeitete sie in Paris, wo sie eine Einzelausstellung im Salon Populist hatte.
1962 wirkte sie in der Künstlerkolonie Nemzetközi Kerámia Stúdió in Kecskemét, zeitweilig auch in der Künstlerkolonie in Nagymaros, 1963 in Rom.
Nachdem 1966 in Derkovits Terem in Budapest eine Einzelausstellung ihrer Werke zu sehen war, arbeitete sie 1970 in Grafing, 1971 in Münster und München. 1972 war im Kunstkabinett in Grafing eine weitere Einzelausstellung von ihr zu sehen.
Wenige Jahre vor ihrem Tod wurde Arbeiten Krenners 1968 in Budapest gezeigt, posthum dort auch 1998 in der Ráday Galerie.
2022 wurden Werke von ihr und ihrem Ehemann im Budapester Kulturzentrum Klebelsberg Kultúrkúria gezeigt.

## Bekannte Werke (Auswahl)
- Der Anfang der 1940er Jahre gemalte[2] ehemals charakteristische Markt auf dem Budapester Teleki-Platz (Teleki tér) gilt als Hauptwerk der Künstlerin.[4][5]
- Sie fertigte mehrere authentische Kopien von Raffaels im Louvre befindlicher Madonna an, die zum Teil verkauft wurden.[5]
- Kopie von El Grecos büßender Maria Magdalena[5]
- Zudem schuf sie Kopien von Correggio und Károly Brocky[2]